# Gryttjärnen, Hälsingland
Gryttjärnen är en sjö i Nordanstigs kommun i Hälsingland och ingår i Ljungan-Gnarpsåns kustområde.